# 防禦站
防禦站（朝鲜语：방어역；）曾为朝鲜铁路云山线上的一个车站，位于平安北道云山郡，废止时间不明。